# Henri Bernardin de Picquigny
Pour les articles homonymes, voir Bernardin et Picquigny (homonymie).
Henri Bernardin de Picquigny (Bernadine a Piconio) né à Picquigny en 1633 et mort à Paris le 8 décembre 1709, est un théologien capucin français 

## Biographie
Il est né et a étudié à Picquigny. Il rejoint les Frères capucins en 1649. En tant que professeur de théologie, il a apporté un grand éclat à son ordre par ses commentaires sur les évangiles.

## Œuvres principales
- Epistolarum B. Pauli Apostoli triplex expositio 1703 traduit en français et anglais
- Triplex expositio in sacrosancta D. N. Jesu Christi Evangelia 1726